# Обиходное название

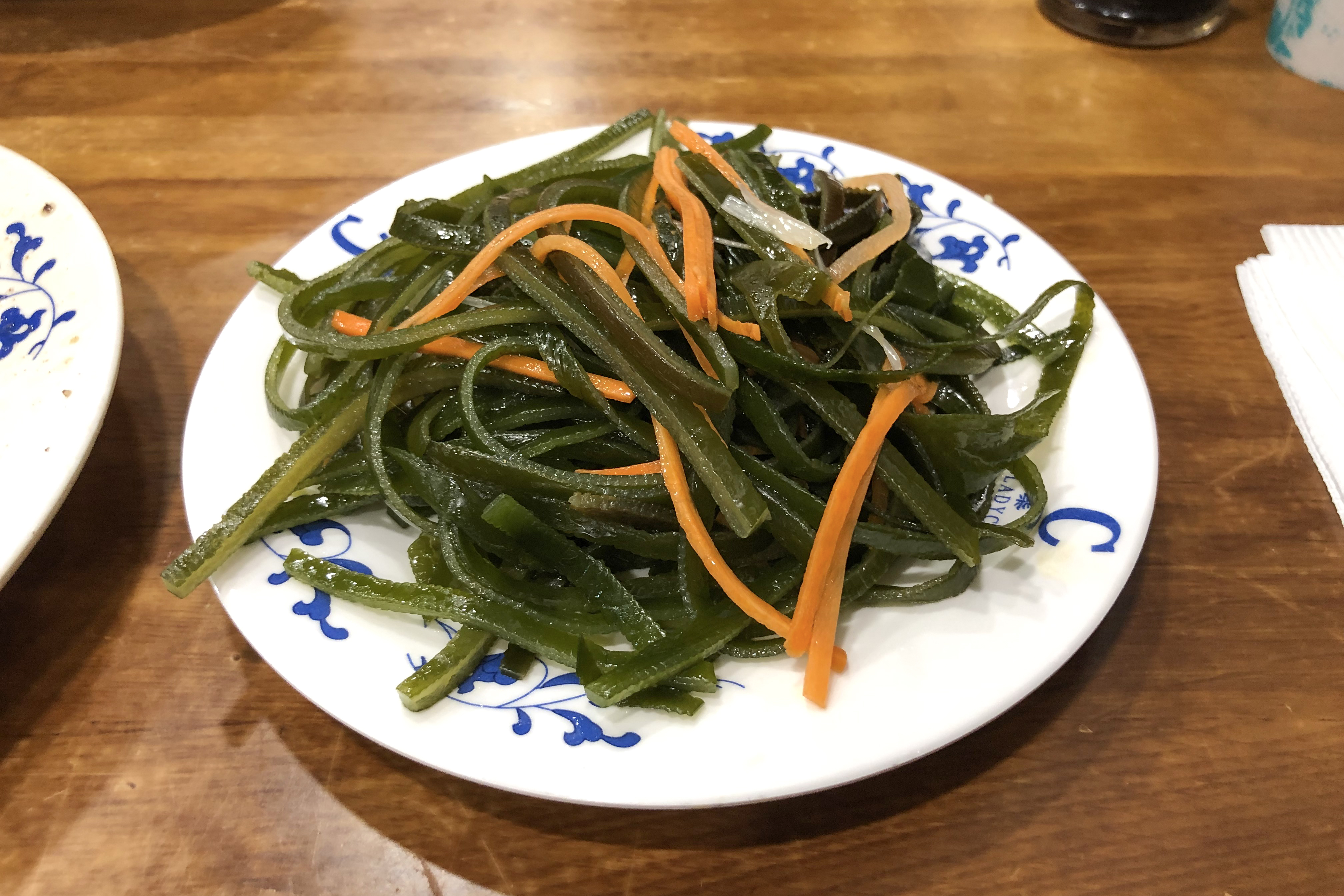
Обиходное название «морская капуста» применяют в отношении трёх видов бурых водорослей. Одна из них Сахарина японская (Saccharina japonica) до 2006 года относилась к роду Ламинария (Laminaria) и имела ботаническое имя Ламинария японская. При этом в Японии водоросль известна под именем комбу.

Обиходное название (лат. nomen vernaculum) таксона или организма в биологии (также известное как народное название, просторечное название, разговорное название, общеупотребительное название, вернакулярное имя) — это имя, основанное на обычном языке повседневной жизни; и часто противопоставляется научному названию того же организма, но латинизированному. Иногда чаще вид известен именно под обиходным названием, но это не всегда так.
Иногда общеупотребительные названия создаются властями по какому-то конкретному вопросу, чтобы дать возможность представителям широкой публики (включая такие заинтересованные стороны, как рыбаки, фермеры, производители растений и т. д.) обращаться к одному конкретному виду организма без необходимости уметь запоминать или произносить латинизированное научное название. Создание «официального» списка общих имён также может быть попыткой стандартизировать использование общих имён, которые иногда могут сильно различаться между одной частью страны и другой, а также между одной страной и другой страной, даже если в обоих местах говорят на одном языке.

## Использование как часть народной таксономии
Обычное имя по своей сути играет роль в классификации объектов, обычно неполной и неформальной классификации, в которой некоторые имена являются вырожденными примерами в том смысле, что они уникальны и не имеют ссылки на какое-либо другое имя, как, например, в случае с гинкго, окапи и медоед.  Народная таксономия, представляющая собой классификацию объектов с использованием общепринятых названий, не имеет формальных правил и не должна быть последовательной или логичной в присвоении имён, так что, скажем, не все мухи называются мухами (например, Braulidae, так называемые «пчелиные вши»), и не каждое животное, называемое мухой, действительно является мухой (например, стрекозы и подёнки).  Напротив, научная или биологическая номенклатура — это глобальная система, которая пытается однозначно и окончательно обозначить определённые организмы или таксоны, исходя из предположения, что такие организмы или таксоны чётко определены и, как правило, также имеют чётко определённые взаимосвязи; Соответственно, МКЗН имеет формальные правила для биологической номенклатуры и созывает периодические международные встречи для достижения этой цели.

## Общие имена и биномиальная система
Форма научных названий организмов, называемая биномиальной номенклатурой, внешне похожа на форму существительного-прилагательного народных названий или общеупотребительных имён, которые использовались доисторическими культурами. Собирательное имя, такое как сова, стало более точным за счёт добавления прилагательного, такого как визг . Сам Линней опубликовал флору своей родины, Швеции, Flora Svecica (1745 г.), и в ней он записал шведские общеупотребительные названия, регион за регионом, а также научные названия. Все распространённые шведские названия были двучленными (например, растение № 84 Råg-losta и растение № 85 Ren-losta); Таким образом, народная биномиальная система предшествовала его научной биномиальной системе.
Линнеевский авторитет Уильям Т. Стерн сказал:
Введя свою биномиальную систему номенклатуры, Линней дал растениям и животным по существу латинскую номенклатуру, похожую на народную номенклатуру по стилю, но связанную с опубликованными и, следовательно, относительно стабильными и поддающимися проверке научными концепциями и, таким образом, подходящую для международного использования.

## Географический диапазон использования

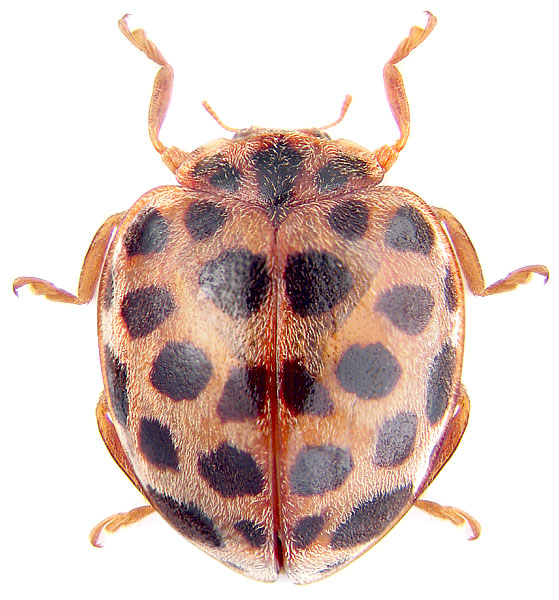
Дачники Хабаровского и Приморского края под обиходным названием божья коровка обычно подразумевают сельскохозяйственного вредителя Henosepilachna vigintioctomaculata, а жители европейской части России — полезного жука Coccinella septempunctata, который поедает тлю. При этом в семейство Божьи коровки (Coccinellidae) входит около 8 000 видов жуков.

Географический диапазон, в котором используется особенно распространённое имя, варьируется; некоторые общие имена имеют очень локальное применение, в то время как другие практически универсальны в пределах определённого языка. Некоторые такие имена даже применяются в разных языках; слово «кошка», например, легко узнаваемо в большинстве германских и во многих романских языках . Однако многие народные названия ограничены одной страной, а разговорные названия - местными районами.

## Ограничения и проблемы
Общие имена используются в трудах как профессионалов, так и дилетантов . Неспециалисты иногда возражают против использования научных названий вместо общеупотребительных, но использование научных названий можно защитить, как в следующих замечаниях из книги о морских рыбах:
- Поскольку общеупотребительные названия часто имеют очень локальное распространение, одна и та же рыба в одном районе может иметь несколько общих названий.
- Из-за незнания неспециалистами соответствующих биологических фактов один и тот же вид рыб может называться несколькими общеупотребительными именами, потому что особи этого вида различаются по внешнему виду в зависимости от их зрелости, пола или могут различаться по внешнему виду в результате морфологической реакции на их природное окружение, т. е. экофенотипическая изменчивость.
- В отличие от обычных имён, формальные таксономические названия подразумевают биологические отношения между одноимёнными существами.
- Из-за случайных событий, контакта с другими языками или простой путаницы общие имена в данном регионе иногда со временем меняются.
- В книге[11], в которой перечислены более 1200 видов рыб[11] , более половины из них не имеют общепризнанного общепринятого названия ; они либо слишком невзрачны, либо слишком редко встречаются, чтобы заслужить какое-либо общепринятое название.
- И наоборот, одно общее название часто применяется к нескольким видам рыб. Неспециалисты могут просто не распознать или не обратить внимания на тонкие различия во внешности между очень отдалённо родственными видами.
- Многие виды, которые являются редкими или не имеют хозяйственного значения, не имеют общеупотребительного названия[12].

## Придумывание общеупотребительных имён
В научной биномиальной номенклатуре имена обычно происходят от классической или современной латыни, греческого языка или латинизированных форм народных слов или монет; такие имена обычно трудно выучить, запомнить и произнести непрофессионалам, поэтому в таких книгах, как полевые справочники, биологи обычно публикуют списки придуманных общих имен. Многие примеры таких распространённых имён являются просто попытками перевести латинизированное имя на английский или какой-либо другой язык. Такой перевод сам по себе может сбивать с толку или быть неточным до степени смешения, например, gratiosus не означает «изящный», а gracilis не означает «изящный».
Практика придумывания общих имён уже давно не поощряется; Законы ботанической номенклатуры де Кандоля, 1868 г., необязательные рекомендации, которые составляют основу современного (теперь обязательного) Международного кодекса номенклатуры водорослей, грибов и растений, содержат следующее:
Art. 68. Every friend of science ought to be opposed to the introduction into a modern language of names of plants that are not already there unless they are derived from a Latin botanical name that has undergone but a slight alteration. ... ought the fabrication of names termed vulgar names, totally different from Latin ones, to be proscribed. The public to whom they are addressed derives no advantage from them because they are novelties. Lindley's work, The Vegetable Kingdom, would have been better relished in England had not the author introduced into it so many new English names, that are to be found in no dictionary, and that do not preclude the necessity of learning with what Latin names they are synonymous. A tolerable idea may be given of the danger of too great a multiplicity of vulgar names, by imagining what geography would be, or, for instance, the Post-office administration, supposing every town had a totally different name in every language.
Различные органы и авторы многих технических и полутехнических книг не просто адаптируют существующие общие названия для различных организмов; они пытаются создать (и ввести в обиход) исчерпывающие, полезные, авторитетные и стандартизированные списки новых имен. Обычно целью является:
- создавать имена с нуля там, где не существует общих имён
- навязывать конкретный выбор имени, когда существует более одного общего имени
- улучшить существующие общеупотребительные имена
- заменить их именами, которые больше соответствуют родству организмов

Другие попытки примирить различия между далеко друг от друга регионами, традициями и языками путём произвольного навязывания номенклатуры часто отражают узкие взгляды и приводят к печальным результатам. Например, представители рода Burhinus встречаются в Австралии, Южной Африке, Евразии и Южной Америке. Недавняя тенденция в полевых руководствах и списках птиц состоит в том, чтобы использовать название « толстое колено » для представителей этого рода. И это несмотря на то, что большинство видов встречаются в неанглоязычных регионах и имеют различные общеупотребительные названия, не всегда английские. Например, «Диккоп» - это многовековое южноафриканское народное название двух местных видов: Burhinus capensis - это капский диккоп (или «гевоне диккоп»,, не говоря уже о предположительно гораздо более старом зулусском имени «umBangaqhwa»). ; Burhinus vermiculatus - это «водяной диккоп». Толстые суставы, о которых идёт речь, на самом деле даже не птичьи колени, а межпредплюсневые суставы, проще говоря, лодыжки. Кроме того, не все виды этого рода имеют «толстые колени», поэтому толщина «коленей» некоторых видов не имеет чёткого описательного значения. В семействе Burhinidae есть члены, которые имеют различные общеупотребительные названия даже в английском языке, в том числе « каменные кроншнепы », поэтому выбор имени «толстые колени» нелегко защитить, но он является наглядной иллюстрацией опасностей лёгкого поведения. придумывание терминологии.

## Списки, включающие общие имена

### Списки общего интереса
| Plants - Plant by common name - Garden plants - Culinary herbs and spices - Poisonous plants - Plants in the Bible - List of vegetables - Useful plants | Animals - Birds by region - Mammals by region | Plants and animals - Invasive species |

### Собирательные существительные
Собирательные существительные для различных предметов см. в списке собирательных существительных (например, стадо овец, стая волков).

### Официальные списки
Некоторые организации создали официальные списки распространённых имён или рекомендации по созданию распространённых имён, надеясь стандартизировать использование распространённых имён.
Например, Австралийский список названий рыб, или AFNS, был составлен в результате работы экспертов по таксономии и рыбной отрасли, составлен с использованием системы управления таксонами CAAB (коды для австралийской водной биоты) CSIRO  и включал в себя информацию, предоставленную общественностью. и отраслевые консультации Австралийского комитета по названиям рыб (AFNC). AFNS является официальным австралийским стандартом с июля 2007 года и существует в черновой форме (Австралийский список названий рыб) с 2001 года. Seafood Services Australia (SSA) выполняет функции секретариата AFNC. SSA является аккредитованной организацией Standards Australia (ведущая австралийская неправительственная организация по разработке стандартов) Standards Development 
Энтомологическое общество Америки ведёт базу данных официальных распространённых названий насекомых, и предложения о новых записях должны быть представлены и рассмотрены официальным комитетом, прежде чем они будут добавлены в список.
Попытки стандартизировать английские названия амфибий и рептилий Северной Америки (к северу от Мексики) начались в середине 1950-х гг. Динамический характер таксономии требует периодических обновлений и изменений в номенклатуре как научных, так и общеупотребительных названий. Общество изучения земноводных и рептилий (SSAR) опубликовало обновлённый список в 1978 году , в значительной степени следуя предыдущим установленным примерам, и впоследствии опубликовало восемь пересмотренных изданий, закончившихся в 2017 году. Совсем недавно SSAR перешёл на онлайн-версию с возможностью поиска по базе данных. Стандартизированные названия земноводных и рептилий Мексики на испанском и английском языках были впервые опубликованы в 1994 г., а пересмотренный и обновлённый список опубликован в 2008 г. .
Набор рекомендаций по созданию английских названий для птиц был опубликован в The Auk в 1978 году. Это породило «Птицы мира: рекомендуемые английские имена» и его испанские и французские компаньоны.
Академия иврита время от времени публикует краткие словари общеупотребительных названий на иврите для видов, встречающихся в Израиле или соседних странах, например, для Reptilia в 1938 году, Osteichthyes в 2012 году и Odonata в 2015 году.

## Смотрите также
- Народная таксономия
- Список исторических общих имён
- Научная терминология
- Категория: Общие названия растений
- Конкретное название (зоология)

## использованная литература

### Цитаты
1. ↑  Kruckeberg, Arthur. The Natural History of Puget Sound Country – Appendix I: The naming of plants and animals.. — Seattle : University of Washington Press, 1991. — ISBN 978-0-295-97477-4.
2. ↑  List of standardised Australian fish names – November 2004 Draft Архивировано {{{2}}}.. CSIRO
3. ↑  Brown, Lesley. The New shorter Oxford English dictionary on historical principles. — Oxford [Eng.] : Clarendon, 1993. — ISBN 0-19-861271-0.
4. ↑  Weaving, Alan. Field Guide to Insects of South Africa / Alan Weaving, Mike Picker, Charles Llewellyn Griffiths. — New Holland Publishers, Ltd, 2003. — ISBN 1-86872-713-0.
5. ↑  Hawksworth, D. L. Terms Used in Bionomenclature: The Naming of Organisms and Plant Communities : Including Terms Used in Botanical, Cultivated Plant, Phylogenetic, Phytosociological, Prokaryote (bacteriological), Virus, and Zoological Nomenclature. — GBIF, 2010. — P. 1–215. — ISBN 978-87-92020-09-3.
6. ↑  Conklin, Harold C. Folk Classification: A Topically Arranged Bibliography of Contemporary and Background References through 1971. — New Haven, CT : Yale University Department of Anthropology, 1980. — ISBN 0-913516-02-3.
7. ↑  Stearn 1959, p. 6, 9.
8. ↑  Stearn 1959, pp. 9–10.
9. ↑  Stearn 1959, p. 10.
10. ↑  International Code of Nomenclature for Cultivated Plants. Acta Horticulturae. 647. 2004.
11. 1 2 3  Heemstra, Phillip C. Smith's Sea Fishes / Phillip C. Heemstra, Margaret Smith. — Southern Book Publishers, 1999. — ISBN 1-86812-032-5.
12. ↑  Judd, Walter S. Plant Systematics: A Phylogenetic Approach / Walter S. Judd, Christopher S. Campbell, Elizabeth A. Kellog … [и др.]. — 3rd. — Sunderland, MA : Sinauer Associates, Inc., 2008. — ISBN 978-0878934072.
13. ↑  Reeder, Deeann. Mammal Species of the World: a taxonomic and geographic reference / Deeann Reeder, Don W. Wilson. — Baltimore : Johns Hopkins University Press, 2005. — ISBN 0-8018-8221-4.
14. ↑  Marchant, J. R. V. Cassell's Latin Dictionary / J. R. V. Marchant, Joseph F. Charles. — London : Cassell, 1952.
15. ↑  Tucker, T. G. A Concise Etymological Dictionary of Latin. — Halle (Saale) : Max Niemeyer Verlag, 1931.
16. ↑  de Candolle, A. Laws of Botanical Nomenclature adopted by the International Botanical Congress held at Paris in August 1867; together with an Historical Introduction and Commentary by Alphonse de Candolle, Translated from the French. — London : L. Reeve and Co, 1868. p. 36, 72
17. ↑  Bosman, D. B. Tweetalige Woordeboek Afrikaans-Engels / D. B. Bosman, I. W. Van der Merwe, L. W. Hiemstra. — Tafelberg-uitgewers, 1984. — ISBN 0-624-00533-X.
18. ↑  Lockwood, Geoffrey. Roberts' Birds of Southern Africa / Geoffrey Lockwood, Austin Roberts, Gordon L. Maclean … [и др.]. — Cape Town : Trustees of the J. Voelcker Bird Book Fund, 1985. — ISBN 0-620-07681-X.
19. ↑  Roberts, Austin. Roberts' Birds of Southern Africa. — Trustees of the J. Voelcker Bird Book Fund, 2005. — ISBN 0-620-34053-3.
20. ↑  Christidis, Les. Systematics and Taxonomy of Australian Birds / Les Christidis, Walter Boles. — Csiro Publishing, January 2008. — P. 129–. — ISBN 978-0-643-06511-6.
21. ↑  Concise Encyclopedia Biology. — Berlin : Walter de Gruyter, 1996. — ISBN 3-11-010661-2.
22. ↑  List of standardised Australian fish names – November 2004 Draft Архивировано 3 мая 2016 года.. CSIRO
23. ↑  Overview Архивировано 23 сентября 2006 года.: Australian Fish Names Standard. Seafood Services Australia
24. ↑  Common Names of Insects Database. Дата обращения: 29 января 2023. Архивировано 27 октября 2021 года.
25. ↑  Conant, Roger, Fred R. Cagle, Coleman J. Goin, Charles H. Lowe, Jr., Wilfred T. Neill, M. Graham Netting, Karl P. Schmidt, Charles E. Shaw, Robert C. Stebbins, and Charles M. Bogert. 1956. Common names for North American amphibians and reptiles. Copeia 1956: 172–185.
26. ↑  Collins, J.. T., J. E. Huheey, J. L. Knight, and H. M. Smith. 1978. Standard and current scientific names for North American amphibians and reptiles. Society for the Study of Amphibians and Reptiles. Herpetological Circulars No. 7.
27. ↑  Crother, Brian I. (Editor.). 2017. Scientific and Standard English Names of Amphibians and Reptiles of North America North of Mexico, with Comments Regarding Confidence in Our Understanding, 8th Edition. Архивная копия от 8 марта 2023 на Wayback Machine Society for the Study of Amphibians and Reptiles. Herpetological Circular 43:1–102 pp. ISBN 978-1-946681-00-3
28. ↑  Society for the Study Amphibians and Reptiles: Checklist of the Standard English Names of Amphibians & Reptiles. Архивная копия от 29 января 2023 на Wayback Machine (accessed August 2, 2022)
29. ↑  Liner, Ernest A. 1994. Scientific and common names for the amphibians and reptiles of Mexico in English and Spanish (Nombres científicos y comunes en ingles y español de los anfibios y los reptiles de México). Herpetological Circulars No. 23: v, 113 pp. ISBN 0-916984-32-X
30. ↑  Liner, Ernest A. and Gustavo Casas-Andreu. 2008. Standard Spanish, English and scientific names of the amphibians and reptiles of Mexico. Society for the Study Amphibians and Reptiles. Herpetological Circular 38: iv, 162 pp.. ISBN 978-0-916984-75-5
31. ↑  Parkes, K.C. (1978). A guide to forming and capitalizing compound names of birds in English (PDF). The Auk. 95 (2): 324–326. doi:10.1093/auk/95.2.324. Архивировано (PDF) 4 апреля 2022. Дата обращения: 29 января 2023.

## Внешние ссылки
- Кирейчук А. Г.,  Лобанов А. Л.. Указатель русских и английских (common names) обиходных названий жуков. Жуки (Coleoptera) и колеоптерологи. Сотрудники Отделения жесткокрылых Лаборатории систематики насекомых Зоологического института РАН и их коллеги (13 апреля 2004).